# Schloss Eberschwang

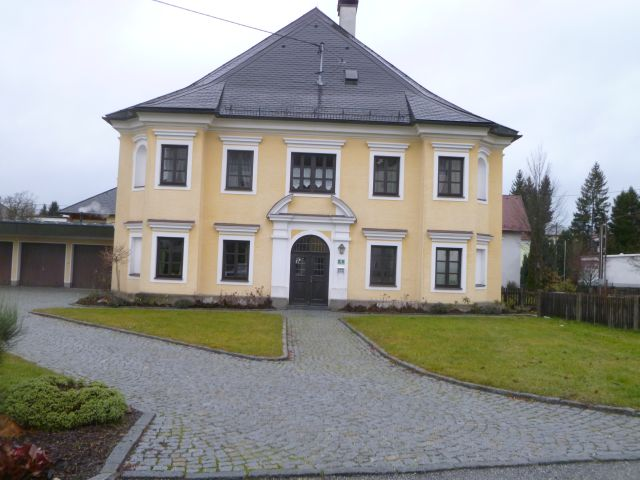
Schloss Eberschwang heute

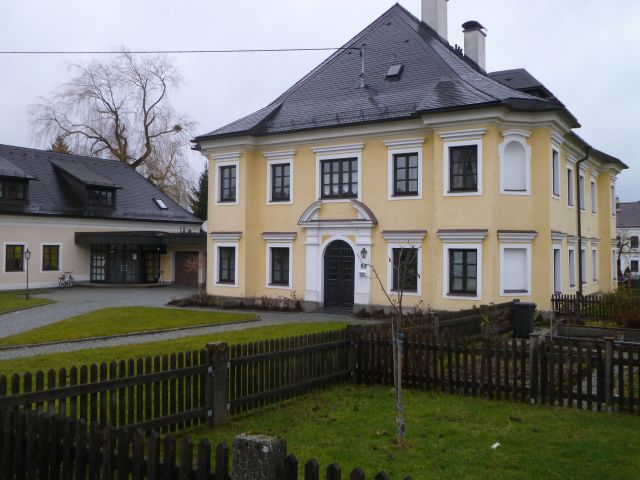
Schloss Eberschwang: Im Hintergrund angebaute Pfarrbibliothek

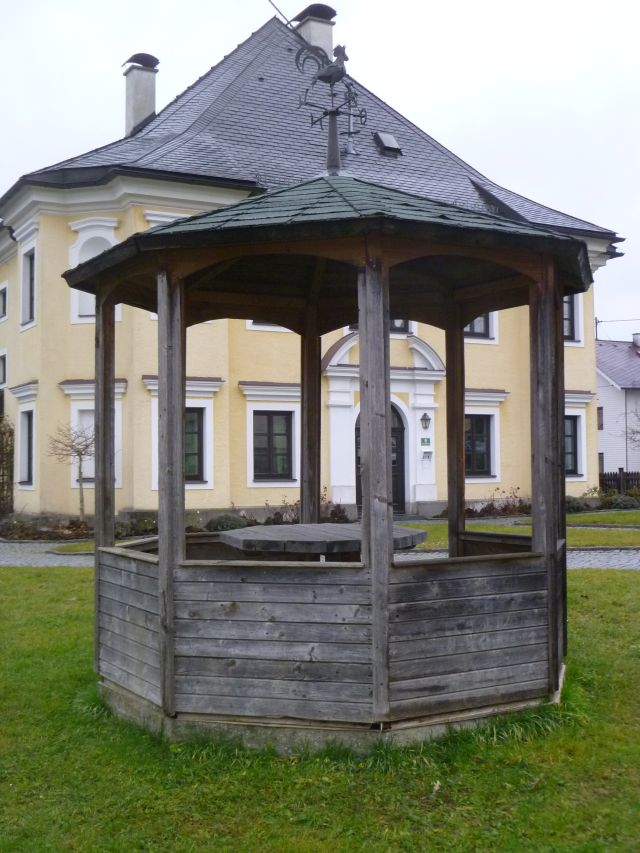
Schloss Eberschwang: Gartensalettl

Das ehemalige Wasserschloss Eberschwang dient heute als Pfarrhof der Gemeinde Eberschwang im Bezirk Ried im Innkreis in Oberösterreich.

## Geschichte
Das Schloss Eberschwang dürfte im 13. Jahrhundert ein Ansitz der Familie Kirchsteiger gewesen sein. Diese starb gegen Ende des 14. Jahrhunderts aus und Eberschwang wurde zum Stammsitz des Rittergeschlechts der Pewntner (Peutner), die urkundlich aber erst seit 1447 nachgewiesen sind. Georg Peuntner war der letzte dieses Geschlechts; er verstarb 1527 und  seine Witwe und die beiden Töchter verkauften 1503 zuerst den halben Anteil und dann 1530 die zweite Hälfte der Hofmark an Hanns Marschalk, der aus einer Bürgerfamilie aus Peuerbach kam, die wiederum im Dienst der Schaunberger standen. 1542 ließ Hans Caspar Marschalk den Ansitz neu erbauen. 1557 wurde die Familie in den niederen bayerischen Adelsstand erhoben. Danach wurde Eberschwang mit der Herrschaft Schloss Mayrhof, ebenfalls in der Gemeinde Eberschwang gelegen, vereinigt.
Hans Caspar Marschalk war der letzte der Familie im Mannesstamm und der Besitz kam in die mit dem Marschalks verwandte Familie der Freiherren von Tattenbach. Um 1600 wurden diese mit Eberschwang, Maierhof und Mühring belehnt. 1668 ließ Graf Gottfried Wilhelm von Tattenbach-Reinstein den aus Holz bestehenden Vorgängerbau abreißen und durch das gemauerte Schlösschen ersetzen. 1684 wurde das Schlösschen der neu erbauten Wallfahrtskirche des Ortes als Benefiziatenhaus zur Verfügung gestellt. Im Spanisch-Österreichischen Erbfolgekrieg wurde Eberschwang 1704 von österreichischen Husaren unter dem Kommando von Oberstleutnant Razghay erobert und geplündert. 1735 übernahm Maximilian Franz Reichsgraf zu Tattenbach-Rheinstein Eberschwang und verband es mit seiner Domäne Aurolzmünster. Nach dem Friede von Teschen von 1779 kam Eberschwang mit dem Innviertel an Österreich. Das Benefizium wurde im Jahr 1785 aufgehoben. Am 3. Oktober 1821 starb Heinrich Graf von Rheinstein-Tattenbach in München und Eberschwang war längere Zeit im Besitz der Grafen Arco-Valley zu Aurolzmünster. 1858 erwarb der Pfarrer von Eberschwang, Johann Schuster, den Ansitz und richtete ihn als Pfarrhof ein; er ist heute Eigentum der Diözese Linz.

## Schloss Eberschwang heute
Der ehemalige Wassergraben ist trockengelegt und nicht mehr vorhanden. Die Dachkonstruktion stammt aus dem Biedermeier. Die ehemals vorhandenen vier Scharwachttürmchen sind seit 1542 abgetragen, aber an den konkav zurückgebildeten Ecken des Hauskörpers noch erahnbar. Am Haus sind Figurennischen angebracht, die aber leer sind. Das rundbogige Eingangsportal stellt einen Hinweis auf die einstigen adeligen Besitzer dar; es wird von Pilastern gerahmt und trägt einen gebrochenen Rundgiebel. Das Giebelfeld ist leer und dürfte früher mit dem Wappen der adeligen Vorbesitzer ausgefüllt gewesen sein.
Der Bau ist vollständig renoviert und steht in einem kleinen gepflegten Park; an ihn sind das Pfarrzentrum und die Bücherei der Pfarre Eberschwang angebaut. 